# Mathurin Jacques Brisson
Mathurin Jacques Brisson (Fontenay-le-Comte, 30 de abril de 1723 – Paris, 23 de junho de 1806) foi  um zoólogo e físico francês.

## Biografia
Brisson estudou de 1737 até 1738 num colégio de Fontenay e teologia em Poitiers. Sem vocação para a vida religiosa passou a estudar história natural graças ao seu parentesco com René-Antoine Ferchault de Réaumur (1683-1757). Ensinou física no Colégio de Navarra de Paris, e entrou na Académie des Sciences da França em 1759. Tornou-se curador do gabinete de curiosidades de Réaumur. Para concorrer com o trabalho Histoire naturelle do conde de Buffon (1707-1788), empreendeu a publicação de uma grande obra. Traduziu Le Système du Règne animal de Jakob Theodor Klein (1685-1759) em 1756 e publicou Ornithologie, em 1760, um trabalho que marcou uma etapa importante no estudo científico dos pássaros. Esta obra foi publicada antes de Histoire naturelle des oyseaux de Buffon.
Depois da morte de Reaumur, do qual era assistente, abandonou o estudo da natureza e foi ser professor de filosofia natural em Navarra e, posteriormente, em Paris. Sua obra mais importante neste período foi Pesanteur Spécifique des Corps (1787), publicando ainda outros livros sobre assuntos de física, compo em que obteve uma considerável reputação na sua época.

## Ornitologia

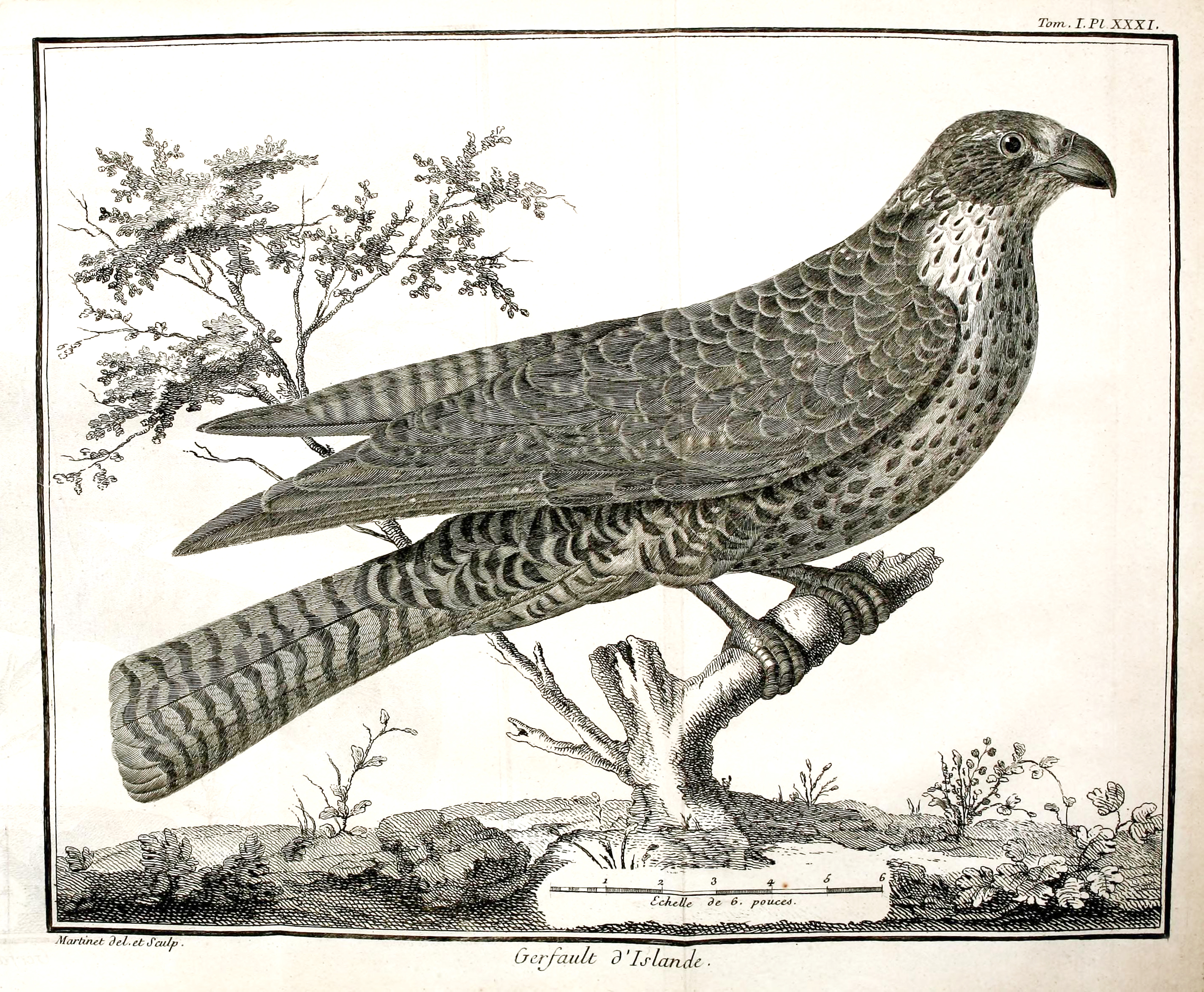
Gerfalcão islandês, = Falcão rústico

A Ornithologie em seis volumes foi o maior catálogo já realizado. Esta obra apresenta um sistema de classificação de pássaros que foi utilizado durante mais de cem anos. Para produzir a obra utilizou a rica coleção de Réaumur e, ainda, teve acesso para estudar diversas outras coleções privadas.
Brisson preencheu plenamente as lacunas da obra de Carl von Linné (1707-1778). Tentou, apesar de frequentemente possuir poucas informações sobre o comportamento dos pássaros, descrever com a maior precisão possível as espécies, onde Linné contentou-se com apenas uma breve apresentação. Brisson definiu 115 gêneros agrupados em 26 ordens.
Brisson foi talvez o primeiro zoólogo a utilizar o conceito de tipo mesmo sem ter usado o termo. Suas obras são especialmente procuradas por colecionadores. Em 2001, um conjunto de 590 desenhos originais foram vendidos em leilão, em Neuilly, por 270 200 €.

## Física
Depois da morte de Réaumur, as coleções deste foram incorporadas ao  "Gabinete do rei", uma dependência do Jardim do Rei, apesar da ordem expressa de Réaumur que deveriam ser doadas para a Academia das Ciências. O conde de Buffon (1707-1788) supervisionou esta transferência e, como odiava Réurmur, não permitiu Brisson continuar seu trabalho.
Perdendo seu trabalho e sem acesso a sua coleção, Brisson abandonou a história natural e passou, graças ao apoio do abade Jean-Antoine Nollet (1700-1770), ser professor de filosofia natural (física) em Navarra e mais tarde em Paris. Sua obra principal, além de outras, neste campo foi  Pesanteur spécifique des corps (1787). Traduziu a Histoire de l’électricité de Joseph Priestley (1733-1804).

## Publicações
- Regnum animale in classes IX distributum sive Synopsis methodica. Haak, Paris, Leiden 1756–62.
- Ornithologia sive Synopsis methodica sistens avium divisionem in ordines, sectiones, genera, species, ipsarumque varietates. Bauche, Paris, Leiden 1760–63.
- Supplementum Ornithologiæ sive Citationes, descriptionesque antea omissæ & species de novo adjectæ, ad suaquaque genera redactæ. Paris 1760.
- Lettres de deux Espagnols sur les manufactures. Vergera 1769.
- Dictionnaire raisonné de physique. Thou, Paris 1781–1800.
- Observations sur les nouvelles découvertes aërostatiques. Lamy, Paris 1784.
- Pesanteur spécifique des corps. Paris 1787.
- Traité élémentaire ou Principes de physique. Moutard & Bossange, Paris 1789–1803.
- Trattato elementare ovvero Principi di fisica. Grazioli, Florenz 1791.
- Die spezifischen Gewichte der Körper. Leipzig 1795.
- Suplemento al Diccionario universal de física. Cano, Madri 1796–1802.
- Principes élémentaires de l'histoire naturelle et chymique des substances minérales. Paris 1797.
- Anfangsgründe der Naturgeschichte und Chemie der Mineralien. Mogúncia 1799.
- Instruction sur les nouveaux poids et mesures. Paris 1799.
- Elémens ou Principes physico-chymiques. Bossange, Paris 1800.
- Elements of the natural history and chymical analysis of mineral substances. Ritchie, Walker, Vernor & Hood, Londres 1800.
- Tratado elemental ó principios de física. Madri 1803/04.